# Лігоньє Тауншип (округ Вестморленд, Пенсільванія)
Лігоньє Тауншип (англ. Ligonier Township) — селище (англ. township) в США, в окрузі Вестморленд штату Пенсільванія. Населення — 6056 осіб (2020).

## Демографія
Згідно з переписом 2010 року, у селищі мешкали 6603 особи в 2872 домогосподарствах у складі 1953 родин. Було 3533 помешкання
Расовий склад населення:
| - 99,3 % — білих - 0,2 % — чорних або афроамериканців - 0,2 % — азіатів - 0,1 % — корінних американців |

До двох чи більше рас належало 0,3 %. Частка іспаномовних становила 0,6 % від усіх жителів.
За віковим діапазоном населення розподілялося таким чином: 18,1 % — особи молодші 18 років, 59,2 % — особи у віці 18—64 років, 22,7 % — особи у віці 65 років та старші. Медіана віку мешканця становила 50,0 року. На 100 осіб жіночої статі у селищі припадало 100,2 чоловіків;  на 100 жінок у віці від 18 років та старших — 97,4 чоловіків також старших 18 років.
Середній дохід на одне домашнє господарство  становив 70 005 доларів США (медіана — 50 337), а середній дохід на одну сім'ю — 83 431 долар (медіана — 60 863). Медіана доходів становила 51 768 доларів для чоловіків та 43 750 доларів для жінок. За межею бідності перебувало 4,8 % осіб, у тому числі 1,4 % дітей у віці до 18 років та 2,9 % осіб у віці 65 років та старших.
Цивільне працевлаштоване населення становило 2821 особа. Основні галузі зайнятості: освіта, охорона здоров'я та соціальна допомога — 24,7 %, виробництво — 14,3 %, мистецтво, розваги та відпочинок — 11,1 %, науковці, спеціалісти, менеджери — 10,7 %.